# 茲戈達 (多林斯卡區)
48°3′52″N 32°45′55″E / 48.06444°N 32.76528°E
茲戈達（烏克蘭語：Згода），是烏克蘭中部的村莊，隸屬基洛夫格勒州的克羅皮夫尼茨基區。該村始建於1884年，面積0.63平方公里，海拔高度175米，2001年人口261，人口密度每平方公里417.6人。